# ام‌وی کنیورس
ام‌وی کنیورس (به انگلیسی: MV Kenilworth) یک کشتی است که طول آن ۵۶ فوت (۱۷ متر) می‌باشد. این کشتی در سال ۱۹۳۶ ساخته شد.